# Ali Hussein Shihab
Ali Hussein Shihab (5 de maio de 1961 – 26 de outubro de 2016) foi um futebolista profissional iraquiano, que atuava como meia.

## Carreira
Ali Hussein Shihab fez parte do elenco da histórica Seleção Iraquiana de Futebol da Copa do Mundo de 1986 